# RENFE-Baureihe 4000
Die  Baureihe 4000 der spanischen Eisenbahngesellschaft Renfe war eine Serie von hydraulischen Diesellokomotiven, die Krauss-Maffei in Anlehnung an die DB-Baureihe V 200.1 entworfen hatte. Bei der Umstellung auf die EDV-Nummern wurden sie in die Baureihe 340 eingeordnet, die Ordnungsnummern wurden dabei mit einer zusätzlichen Null dreistellig. Krauss-Maffei vergab die Herstellerbezeichnung ML 4000 B’B’.

## Entwicklung
1964 vergab die Renfe den Auftrag für eine Serie von Diesellokomotiven an die Lokomotiv-Export Union (LEU). Dies war ein Zusammenschluss von Krupp, Krauss-Maffei und dem seit 1918 bestehenden spanischen Werk der Babcock & Wilcox in Bilbao. Die neuen Fahrzeuge mussten einerseits vorhandene Dampflokomotiven ersetzen und andererseits auch die Anhängelast und die Geschwindigkeit auf den Strecken erhöhen. Dabei waren in besonderem Maße die klimatischen Gegensätze der spanischen Gebirgsstrecken zu berücksichtigen: Es waren Einsatztemperaturen von −20 °C bis +45 °C, Schneestürme im Winter sowie eine Luftfeuchtigkeit von 90 % im Sommer zu verkraften. Parallel zur Beschaffung neuer Lokomotiven wurde der Oberbau der Strecken verstärkt. 
Krauss-Maffei baute bis Ende 1966 die ersten zehn Lokomotiven. Die übrigen 22 stellte  Babcock & Wilcox ab Juni 1967 auf Lizenzbasis her.

## Technik
Entsprechend wie die DB-Baureihe V 200.1 waren die spanischen Lokomotiven mit zwei Motoren hinter den Endführerständen versehen, jedoch mit einer Gesamtleistung von 2942 kW wesentlich stärker motorisiert. Entsprechend waren die hydraulischen Getriebe angepasst und mit verstärkten Gelenkwellen versehen. Die harten klimatischen Einsatzbedingungen erforderten eine große und leistungsfähige Kühlanlage. Daher wurden die Maschinen der Reihe 4000 gegenüber der V 200.1 verlängert und mit anders gestalteten Seitenwänden versehen. Ihr Tankinhalt übertraf mit 5000 Litern ebenfalls den der deutschen Maschinen. Ihre Höchstgeschwindigkeit war mit 130 km/h allerdings geringer. Die spanischen Lokomotiven waren für Reise- und Güterzüge vorgesehen. Die Zug- und Stoßvorrichtung war mit dem auf 1950 Millimeter vergrößerten Pufferabstand an iberische Verhältnisse angepasst. Zusätzlich zur Druckluftbremse waren die Bedienungseinrichtungen für die seinerzeit auf der iberischen Halbinsel noch übliche Saugluftbremse vorhanden.

## Einsatzgeschichte
Ab Sommer 1967 übernahm die Baureihe 4000 den gesamten Bahnverkehr auf der Bahnstrecke Madrid – Saragossa – Móra la Nova. Diese führt mit langen 16- und 18-‰-Rampen über die Gebirge der Iberischen Halbinsel. Die Lokomotiven bespannten dort Reisezüge mit 800 und Güterzüge mit 1000 Tonnen Zugmasse. Später wurden die Diesellokomotiven auch auf anderen, nicht weniger schwierigen Strecken eingesetzt. Sie bewährten sich und blieben in Spanien bis 1987 in Betrieb. Allerdings ergaben sich später zunehmend Ausfälle durch mangelhafte Wartung. Die meisten Lokomotiven wurden verschrottet. Erhalten sind die Lokomotiven 340 020 im Museo del Ferrocarril in Madrid und 340 026 bei der AZAFT (Asociación Zaragozana de Amigos del Ferrocarril y Tranvías).in Zaragoza